# Janeiro de Cima
Janeiro de Cima est une ancienne paroisse ( freguesia ) de la commune portugaise de Fundão et compte 352 habitants (2001).